# Psalidothrips taylori
Psalidothrips taylori är en insektsart som beskrevs av Laurence A. Mound och Walker 1986. Psalidothrips taylori ingår i släktet Psalidothrips och familjen rörtripsar. Inga underarter finns listade i Catalogue of Life.